# Auf der Rennbahn
Auf der Rennbahn ist ein 1946 von dem Komiker Wilhelm Bendow und dem Schauspieler Franz-Otto Krüger aufgeführter Sketch, in dem ein völlig unbedarfter Zuschauer eine Pferderennbahn besucht und einen anderen Besucher mit seinen kenntnisarmen Äußerungen belästigt. Wiederholt erkundigt er sich während des Rennens mit „Wo laufen sie denn?“ nach den Pferden, da er außerstande ist, diesen durch sein Fernglas zu folgen.

## Geschichte
Die Urfassung des Sketches, Rennbahngespräche, war 1926 von Bendow und dem Komiker Paul Morgan auf Schellackplatte aufgenommen worden.
Der Humorist Loriot verwendete einen Teil dieses Sketches als Tonspur für einen Zeichentrickfilm und verhalf der Phrase „Ja, wo laufen sie denn, wo laufen sie denn hin?“ zu großer Bekanntheit. Ausgestrahlt wurde Loriots Auf der Rennbahn erstmals am 2. Januar 1972 in der 18. Folge der Fernsehserie Cartoon. Als Tonspur ist eine Aufnahme von Bendow und Krüger zu hören. Der Text erschien gedruckt auch in Sammelwerken von Loriot. Die Deutsche Post brachte am 3. Januar 2011 eine Wohlfahrtsmarke im Wert von 55+25 Cent mit einer Zeichnung aus Loriots Trickfilm heraus. Da der Sketch heute vor allem durch Loriot bekannt ist, werden der gesamte Sketch und das Zitat „Wo laufen sie denn?“ oft fälschlicherweise Loriot zugeschrieben.

## Zitate
„A: Laufen die denn hier das ganze Jahr so rum oder wie is’ das?
B: Bei uns in Deutschland nich’, aber in Frankreich, in Auteuil, in Biarritz und in Pau.
A: Im Po auch? Ach, sind Sie ordinär!“

„Wo laufen sie denn? Mein Gott, bei mir ist alles dunkel, was ist denn das? Ach, ich hab das Glas verkehrt rum… Na, das kann ja mal passieren… Wo laufen sie denn, wo laufen sie denn… Mein Gott, wo laufen sie denn? Wo laufen sie denn? Ahh … hab ich’n Schreck gekriegt! Ich seh immer nur Ihr albernes Gesicht!“

„A: Aaach, ist das schööön… Ach, ist das schööön… Ach, ist der Rasen schön grün!
B: Ach, ist der Rasen schön grün… Ach, ist der Rasen schön grün… Also, wissen Sie, seien Sie mir nicht böse, aber Sie sind ein selten dämlicher Hund!
A: Wer?
B: Sie!
A: Ich?
B: Ja!
A: Nehmen Sie das eventuell zurück?
B: Wer?
A: Sie!
B: Ich?
A: Ja!
B: Nee!
A: Na, dann ist die Sache für mich erledigt.“

## Tonträger
- Wilhelm Bendow: Wo laufen sie denn? (Audio-CD, ZYX)[4]

## Textveröffentlichungen
- Loriot: Möpse & Menschen. Eine Art Biographie. Diogenes, Zürich 1983, ISBN 3-257-01653-0, S. 212–215.
- Loriot: Herren im Bad und sechs andere dramatische Geschichten. Diogenes, Zürich 1984, ISBN 978-3-257-02105-9, S. 41–51.
- Loriot: Das Frühstücksei. Diogenes, Zürich 2003, ISBN 3-257-02081-3, S. 208–211.